# Modesto García Martí
Modesto García Martí (Albocàsser, l'Alt Maestrat, 17 o 18 de gener de 1880 – 13 d'agost de 1936) fou un frare caputxí castellonenc, mort màrtir en començar la Guerra Civil espanyola.
Era el tercer dels set fills que van tenir els seus pares, Francisco García i Joaquina Martí. Fou batejat el 19 de gener de 1880 a la parròquia de Nostra Senyora de l'Assumpció d'Albocàsser. Als 15 anys va entrar al Seminari Seràfic dels Caputxins de València. Va ingressar al Convent de Santa maria Magdalena de Massamagrell tot vestint l'hàbit de frare l'1 de gener de 1896. Va emetre els vots simples el 3 de gener de 1897, i els vots solemnes el 6 de gener de 1900. Va estudiar Filosofia a Oriola i Teologia a Masamagrell, fins que fou ordenat sacerdot el 19 de desembre de 1903. Va exercir de sacerdot a la Custòdia de Bogotà, i en tornar a Espanya va exercir durant molts anys com a Guardià, desenvolupant tandes d'exercicis espirituals i també al confessionari.
Fou assassinat el 13 d'agost de 1936, i les seves restes foren al mateix cementiri d'Albocàsser. Té la consideració de beat des de l'11 de març de 2001, quan el papa Joan Pau II va beatificar 233 màrtirs de la persecució religiosa durant la Guerra civil espanyola, entre ells García Martí.